# Takahiro Iida
Takahiro Iida (japanisch 飯田 貴敬 Iida Takahiro; * 31. August 1994 in Sakuragawa) ist ein japanischer Fußballspieler.

## Karriere
Iida erlernte das Fußballspielen in der Schulmannschaft der Yasu High School und der Universitätsmannschaft der Senshū-Universität. Seinen ersten Vertrag unterschrieb er 2017 bei Shimizu S-Pulse. Der Verein spielte in der ersten japanischen Liga, der J1 League. Für S-Pulse absolvierte er 27 Erstligaspiele. 2020 wechselte er zum Zweitligisten Kyoto Sanga FC. Mit dem Verein aus Kyōto feierte er Ende 2021 die Vizemeisterschaft und den Aufstieg in die erste Liga. Mitte Juli 2023 wechselte er auf Leihbasis zum Zweitligisten Ōmiya Ardija. Am Ende der Saison 2023 belegte er mit Ōmiya Ardija den vorletzten Tabellenplatz und musste somit in die dritte Liga absteigen. Nach dem Abstieg wechselte er im Februar 2024 ebenfalls auf Leihbasis zum Zweitligisten Ventforet Kofu. Für den Verein aus Kōfu bestritt er 23 Ligaspiele. Nach der Ausleihe kehrte er zu Kyoto Sanga zurück. Hier wurde sein Vertrag nicht verlängert. Am 1. Februar 2025 verpflichtete ihn der Zweitligist Mito Hollyhock.

## Erfolge
Kyoto Sanga FC
- Japanischer Zweitligavizemeister: 2021  ▲